# Paula Modersohn-Becker

Önarckép a magasba emelt bal kézben tartott két virággal, 1907

Paula Modersohn-Becker, született Minna Hermine Paula Becker (Drezda, 1876. február 8. – Worpswede, 1907. november 20.) német festőnő, a korai expresszionizmus egyik legjelentősebb képviselője. Művészeti tevékenységének alig tizennégy esztendejében 700 festmény, 1000 grafika, 13 rézmetszet keletkezett, melyek a korai 20. század képzőművészetének jellegzetes sajátosságait egyesítik magukban.
"Cézanne formai szigorúságához vonzódott. Lépésről-lépésre haladva, festményein fokozatosan struktúrává álltak össze a sík alakzatok, s a művész mind jobban eltávolodott a romantikus hangvételtől és az impresszionista »atmoszférikus« ábrázolásmódtól. A táj és az alak valóságos látványát a legfontosabb formákra korlátozta, s a tektonikus színfoltokat erős kontúrral vette körül."

## Élete

### A család
Paula Becker Drezdában született és nevelkedett. Hét testvér közül a harmadik gyermek volt. Apja, Carl Woldemar Becker (Odessza, 1841. január 31. – Bréma, 1901. november 30.) egy német származású, orosz egyetemi professzor gyermeke volt. Mérnöki végzettséggel rendelkezett, és a porosz államvasutak alkalmazottja volt. Édesanyja, Mathilde van Bültzingslöwen (Lübeck, 1852. november 3.  – Bréma, 1926. január 22.) arisztokrata-nemesi családból származott. Paula anyai nagyapja, Ferdinand  Bültzingslöwen  külföldön csapatparancsnok volt, míg két fiútestvére Indonéziába, majd Új-Zélandra, illetve Ausztráliába vándorolt ki. Paula szülei gyermekeik számára kulturált, szellemiségre sokat adó családi légkört biztosítottak. Paula nyelvekben járatos édesapja gyakran utazott, és a család anyai ága is hasonlóképp nyitott volt a nagyvilágra.
A művészet, az irodalom és a zene fontos részét képezte a Becker-gyerekek oktatásának. Paula Becker, akárcsak testvérei, zenét is tanult. Nagyobbik nővére, akinek gyönyörű hangja volt, még énekórákat is vett. Paula életrajzírói szerint Becker család a közép- és alsó középosztályhoz tartozott, tehát nem voltak különösebben jómódúak.

### Az első évek (Drezda és Bréma)
Paula Becker élete első tizenkét évét Drezdában töltötte, amely időszakról nagyon keveset tudunk. Dokumentumok léteznek azonban egy tragédiáról, amely Paula tizedik életévében történt, amikor két unokatestvérével, Cora és Maidli Parizot-val egy homokbányában játszottak. Egy homokfal leomlott, és maga alá temette a három gyermeket. Csak Paula és Maidli menekült meg időben, míg a tizenegy éves Cora Parizot megfulladt a leomlott  bányafal alatt. Paula Modersohn-Becker sok évvel később, Rainer Maria Rilkének írt levelében leírja, hogy ez a tragédia milyen nagy hatással volt életére. (Paula életrajzírója, Lieselotte von Renken szerint ez volt az oka annak, hogy a festőben kialakult az elhatározás: művészi pályára lép.)
1888-ban a család Brémába költözött. Carl Woldemar Becker, aki szolgálati lakást is kapott a Porosz Állami Vasúttársaságtól, vasút mérnöki munkát vállalt. A város kulturális élete ebben az időben igen élénk volt, és Paula Becker édesanyja baráti kapcsolatokat ápolt művészeti körökkel, így a Becker család megismerhette a művészvilágot.

### Az első rajziskola
1892 nyarán Paula Beckert a szülei elküldték az angliai rokonokhoz nyelvet tanulni. Apja egyik féltestvére, Marie Luisa Hill, (lánynevén Becker /1856–1914/) és férje London közelében élt, és Paula egy ideig náluk lakott, hogy segítsen a háztartásban és megtanuljon angolul. Nagybátyja támogatásának köszönhetően a lány egy művészeti iskolát is látogatott, ahol napi hat órában oktatásban részesült a grafikai technikák elsajátításával kapcsolatban. A londoni tartózkodást a lány szülei eredetileg egy évre tervezték, de Paula a honvágy és a nagynénje által ráerőltetett szigorú fegyelem miatt alig hat hónappal később már visszament Németországa.

### Tanítóképző
Paula Becker 1893 és 1895 között tanítónőképzőbe járt. Mivel a fiatal lánynak nem volt igazán kedve ehhez stúdiumhoz, édesapja megengedte neki, hogy egy magániskolában festészeti tanulmányokat is folytasson. (Paula Becker szülei házának melléképületében alakította ki első műtermét.) Ekkor volt először lehetősége élő modellek után rajzolni. Ebből az időszakból származik testvéreiről készült portrésorozata, valamint első önarcképe, amelyet 1893-ra datálnak. 1895 szeptemberében Paula Becker jó eredménnyel letette a tanítói vizsgát. 1898 kora nyarán sikeres érettségije jutalmául nagybátyja, Wulf von Bültzingslöwen (1847–1907)  egy norvégiai utazást ajándékozott Paulának, aki így megismerhette Edvard Munch festészetét.
Paula Becker 1893 tavaszán látta először a worpswédei művésztelep  alkotóinak festményeit. Otto Modersohn, Fritz Mackensen és Fritz Overbeck a brémai Kunsthalléban állította ki festményeit. Paula Beckernek tetszettek ugyan a képek, ám naplóbejegyzései nem árulkodnak különösebb lelkesedésről. Nagyon tetszett neki azonban későbbi férje, Otto Modersohn egyik festménye: lenyűgözték a sajátosan tónusos színek és az, ahogyan festmény megörökítette a táj hangulatát.

### Művészeti stúdiumok Berlinben
Nőként Paula Becker nem tanulhatott állami művészeti akadémián.
Édesanyja családjának köszönhetően Paula Becker 1896 tavaszán, pontosabban április–májusban Berlinbe utazhatott, hogy részt vegyen a Berlini Művésznők Egyesülete rajz- és festőiskolájának hathetes kurzusán. A tanfolyam elvégzése után Paula Becker az egyesület iskolájában folytathatta a tanulmányait. A Berlini Női Művésznők Egyesületének úgynevezett „Női Akadémiája” igen nagy hírnévnek örvendett. Käthe Kollwitz tizenegy évvel korábban itt kezdte meg tanulmányait.
Paula nagybátyja, Wulf von Bültzingslöwen és felesége, Cora is beleegyezett abba, hogy a stúdium idején Paula náluk élhessen. A képzésben a rajzórák domináltak, élő modellek alapján dolgozva. A festészeti osztályokba csak azokat vették fel, akik már teljesen biztos rajztudással rendelkeztek. Ebből az időből maradt fenn Paula Becker aktrajzainak egy sorozata, amelyeken a vonalszerűség erőteljesen hangsúlyos, és amelyeken világos-sötét kontrasztok láthatók.

### Worpswede és Párizs
Worpswede

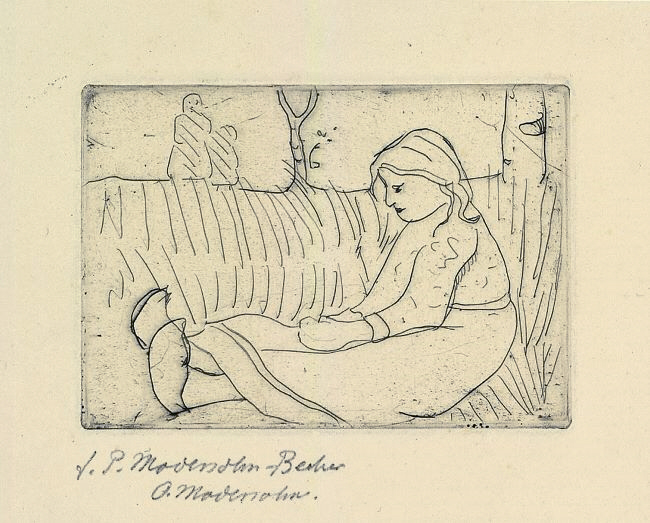
Üldögélő kislány, 1900-1902

- 1897 nyarán először jár Paula Worpwswedében, majd októberben és november látogatást tesz Drezdában, Berlinben és Bécsben
- 1900 nyarától 1903 februárjáig
- 1903 márciusában ismét visszatér
- 1905 nyarától 1906 februárjáig
- 1907 márciusában férjével együtt van itt és itt éri a halál.

Paula-Modersohn Becker négyszer járt Párizsban:
- 1990 januárjától júniusig. Tanulmányok: Académie Colarossi, École des Beaux-Arts.
- 1903 februárjától márciusig. Tanulmányok: Académie Colarossi
- 1905 februárja és márciusa között. Tanulmányok: Julian Akadémia
- 1906 februárja és októbere között. Tanulmányok: École des Beaux-Arts.

#### Worpswede művésztelepe
A szülők ezüstlakodalma alkalmából a család felkereste a Bréma közvetlen közelében lévő falut, Worpswedét. Paulát lenyűgözték a táj színei, a település csendje és a művésztelep. Az 1897-es őszi félév kezdete előtt barátnőjével ismét felkereste a falut. Paula 1898-ben 600 márkát örökölt, és két gyermektelen rokonától három évre évi 600 márkás járadékot kapott,  annak érdekében, hogy folytassa tanulmányait. Szülei támogatását elnyerve úgy döntött, Worpswedébe megy.
Eredetileg csak egy rövid nyári vakációról volt szó. Mathilde Becker arra számított, hogy lánya pár hétig rajz- és festésórákat vesz a neves művésztől, Fritz Mackensentől, és aztán ősszel nevelőnői állást vállal Párizsban.  Amikor azonban Paula Becker 1898 szeptemberében Worpswedébe utazott, már hosszabb tartózkodásra készült.
A Worpswedében letelepedett művészek függetlennek érezték magukat a művészeti akadémiáktól. Noha legtöbbjük a Düsseldorfi Művészeti Akadémia növendéke volt, sok 19. századi művészközösséghez hasonlóan ők is kritikusan viszonyultak az akadémiai művészeti képzéshez és annak műtermi festészetéhez. Azzal, hogy visszavonultak ebbe a kicsi faluba, Worpwedébe festészetükben a természet újfajta megértését célozták meg, hasonlóan a Théodore Rousseau által alapított barbizoni iskolához. A cél egy egyszerű, hamisítatlan szabadtéri festészet és a romlatlannak tekintett földművelő nép pozitív ábrázolása volt. A fin de siècle táján a női művészeket becsmérlően és ironikusan csak „festő asszonyságok”-nak nevezték.
Paula Becker szoros barátságot kötött  Clara Westhoff-fal, aki szobrász akart lenni, és modell- és rajzórákat vett a művésztelepen élő  Fritz Mackensennél. Paula Becker és a worpswedei művészek kapcsolata eleinte nagyon visszafogott volt. Később azonban egyre szorosabbá vált a kapcsolat a Helene Modersohn (született Schröder /1868–1900/) és Otto Modersohn házaspárral, valamint Heinrich Vogelerrel, akinek irányítása alatt 1899 nyarán több metszetet is készített. A fegyelmezett és színtelen grafikai munka a nyomólemezzel és a metszőtűvel azonban nem felelt meg az alkatának.
A Fritz Mackensen által adott órák eleinte nagy segítséget jelentettek Paula Becker számára és tehetségének kibontakoztatásához. Az 1898 végére azonban Paula kezdte úgy érezni, hogy ez a tanár nem neki való. Saját stílusa, amely egyre inkább a formák és színek egyszerűsítése felé tendált, kevés visszhangra talált Worpswedében. Ráadásul amikor Becker 1899-ben néhány kiállításon állította ki munkáit, kemény kritikát kapott.
Németországot még mindig a festőszalonok dominanciája és az akadémikus művészet  jellemezte, és inkább Párizs volt az a hely, amely a művészeti élet nyitottságával és újító szellemével járt élen. Ezért nem meglepő, hogy Paula Becker már berlini tartózkodása óta mindenekelőtt a francia fővárost akarta felfedezni és meglátogatni.

#### Az első párizsi tanulmányút
1899-es év végén, szilveszter éjszakáján indult el Paula Becker vonata, hogy tizenhét órás utazás után megérkezzen Párizsba. Paula Becker a párizsi Montparnasse-on található Académie Colarossiban folytatott tanulmányokat.
Paula Becker azért tudta vállalni ezt az utazást, mert változatlanul élvezte rokonai anyagi támogatását. A 9 Rue Campagne Première alatt lévő műteremházban egy kis szobát bérelt, melyet a bolhapiacról származó bútorokkal rendezett be. Voltak napok, amikor későn ért haza, mert azt akt rajzoló kurzusok este 7 és 10 óra között voltak.
Paula egyedül vagy barátnőjével, Clara Westhoff-fal kiállításokat és galériákat látogatott, hogy megismerje a francia festészetet. Nagy hatást gyakorolt rá az akkor még teljesen ismeretlenek számító Paul Cezanne. Az is biztos, hogy Paula Becker párizsi tartózkodása alatt meglátogatta a Nabis-művészek nagy kiállítását. Ezek a művészek, akikre a japán fametszetek hatottak, nagy hangsúlyt fektettek a felületi festészetre, amelyben a szín már önállósodó jelentés hordozója, nem pedig a látvány megjelenítésének eszköze.
A Párizsi Világkiállítás megnyitására 1900 áprilisában került sor. A kiállítás alkalmából Otto Modersohn és az Overbeck házaspár júniusban Párizsba jöttek. Modersohn felesége, Helene, rossz egészségi állapota miatt Worpswedében maradt, és abban a nagyon rövid időszakban, mialatt férje  a Párizsban tartózkodott, elhunyt. Modersohn és vele együtt az Overbeck házaspár sietve visszatért Németországba.

#### Visszatérés Worpswedébe
Tizennégy nappal Modersohn és Overbeckék távozása után Paula Becker is visszatért Worpswedébe Clara Westhoff-fal együtt. Mivel az örökölt 600 márka már elfogyott, és a járadéka is lejárt, apja azt javasolta, hogy keressen nevelőnői állást. Paula megromlott egészségi állapota ezt azonban még nem tette lehetővé. A fiatal művész annyira túlhajszolta magát, hogy orvosa pihenést írt elő neki. Ebben az időszakban keletkezett az a naplóbejegyzés (Worpswede, 1900. július 26.) mely arról tanúskodik, hogy Paula megsejtette korai halálát: „…Tudom, nem fogok sokáig élni. De szomorú-e ez? Szebb-e egy ünnep attól, hogy tovább tart? Az én életem pedig ünnep, egy rövid és felfokozott ünnep. (…) Ha virágzik még nekem a szerelem, mielőtt távozok, és ha három jó képet festettem, akkor már szívesen megyek el, kezemben és hajamban virágokkal.” 
Otto Modersohn néha felkereste Paulát lábadozása idején. A kapcsolat egyre intenzívebbé vált, és 1900. szeptember 12-én, alig három hónappal Helene Modersohn halála Paula és Otto eljegyezték egymást.
A jegyesség időszakában worpswedei művésztelepen vendégeskedett Rainer Maria Rilke, aki feleségül vette Paula barátnőjét, Clara Westhoffot. Rilke a worpswedei festőkről írt könyvében meg sem említi Paula Modersohn-Beckert, és csak sokkal később ismerte fel, mennyire jelentős alkotó Paula Modersohn-Becker.

#### Házasság  Otto Modersohnnal
Paula Modersohn-Becker számára ez volt az az időszak, amikor két szerepköre lett. Össze kellett egyeztetnie művészi ambícióit a háziasszonyi és  nevelőanyai feladataival. (Férje első házasságából származó kislányát, Elsbeth Modersohnt /1898–1984/ nevelte).
Műterme, a "A liliomműterem" egy kis remetelak volt Brünjes gazda birtokán. Otto Modersohn tetőablakokat építtetett a házikóba, hogy az épületet műteremként is használni lehessen. Paula napjait egy cselédlány szervezte meg. Reggel kilenctől déli egy óráig festett, aztán hazament ebédre, majd három óra tájban visszatért a műterembe, és gyakran este hétig folytatta a munkát.
Arra törekedett, hogy nevelt lányának jó és gondoskodó anyja legyen. Elsbeth Paula számtalan képén látható (Kislány a kertben egy üveggolyó mellett, 1901-1902,  Egy kislányfej, 1902 körül)

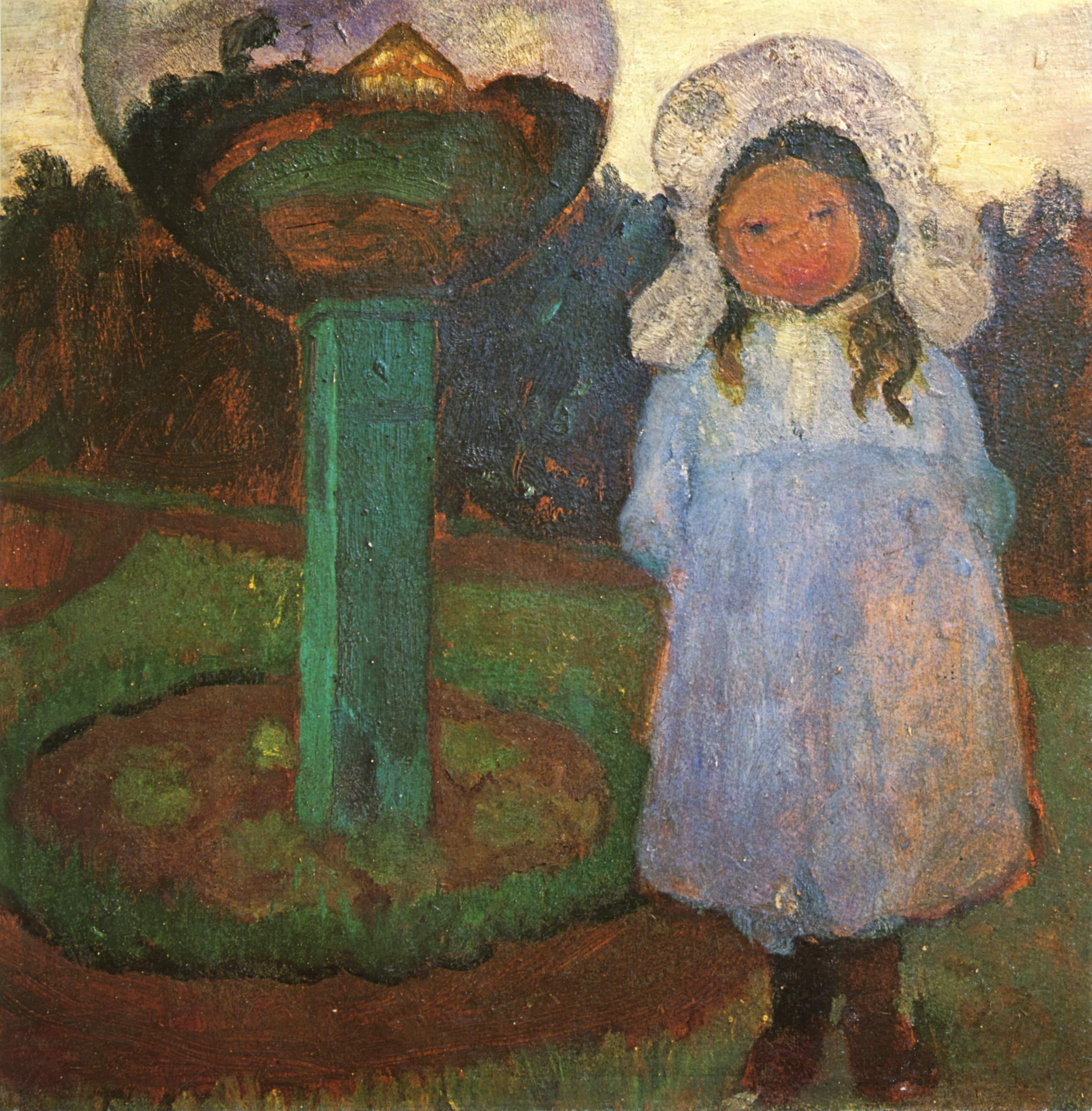
Kislány a kertben egy üveggolyó mellett, 1901–1902

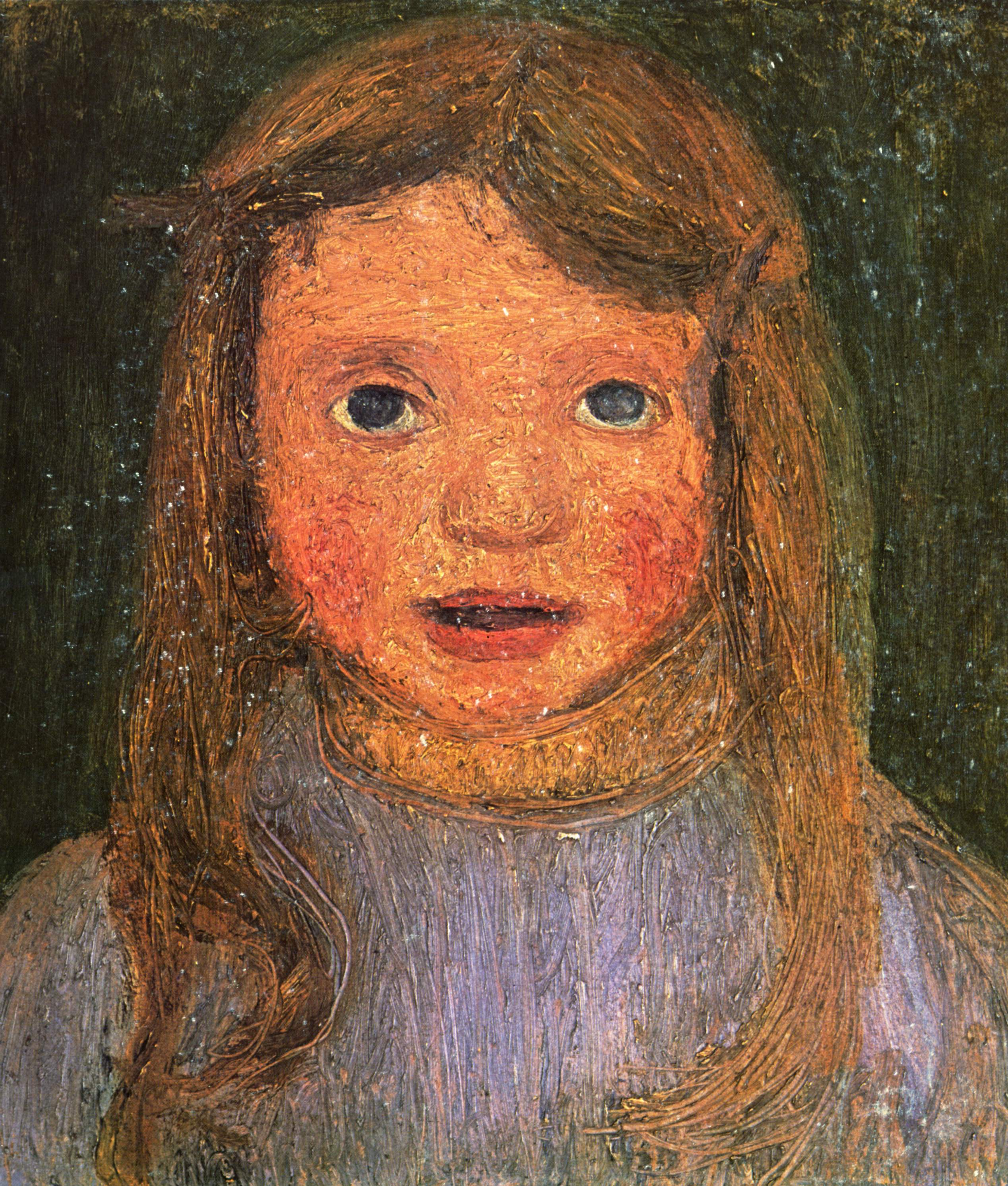
Kislányfej (Elsbeth), 1902 körül

Férje nagyon boldognak találta házasságuk első három évét. Naplóbejegyzéseiből tudjuk, hogy mélyen meg volt győződve arról, hogy felesége nagy művész, még akkor is, ha akkoriban rajta kívül senki sem vette észre ezt. 1902. június 15-én Otto Modersohn ezt jegyezte fel a naplójában: Csodálatos ez a kölcsönös adok-kapok; érzem, hogy tanulok rajta és vele együtt. A kapcsolatunk túl szép, szebb, mint valaha is gondoltam, igazán boldog vagyok, ő egy igazi művész, olyan, amilyen kevés van a világon, van benne valami egészen ritka. [...] Senki sem ismeri, senki sem becsüli őt–de ez meg fog változni.
Paula Becker olyan férjet talált Otto Modersohnban, aki szerette őt, aki legjobb tudása szerint támogatta művészi fejlődését, és mindent megtett azért, hogy a művészi munkáját folytathassa.  A házasság megszabadította Paula Modersohn-Beckert attól a kényszertől, hogy megélhetése érdekében egy nem szeretett pályán kelljen dolgoznia. A festőnő rövid élete során mindössze két  festményt adott el, az egyiket Rainer Maria Rilkének.

#### Párizs, 1903

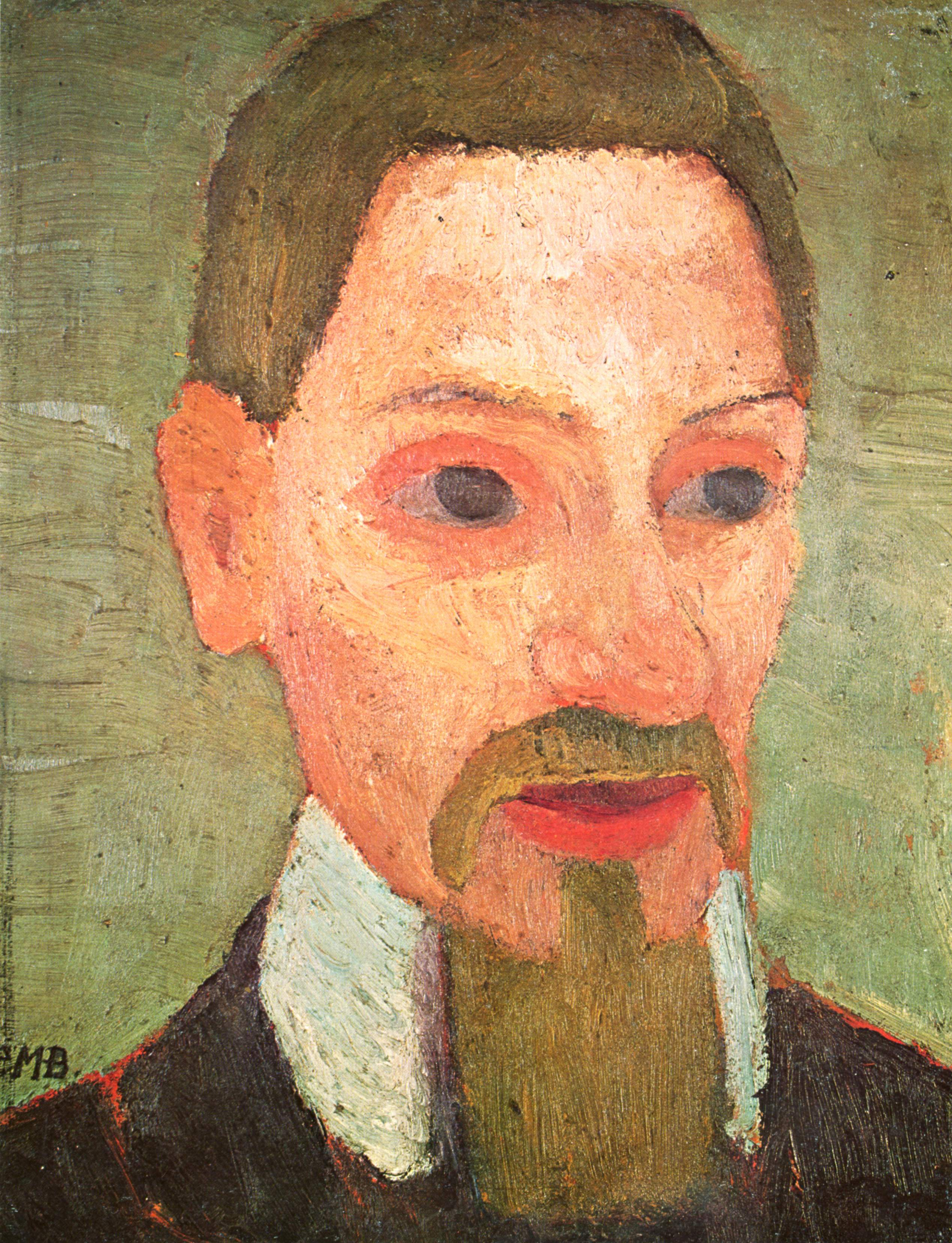
Rainer Maria Rilke portréja, 1906

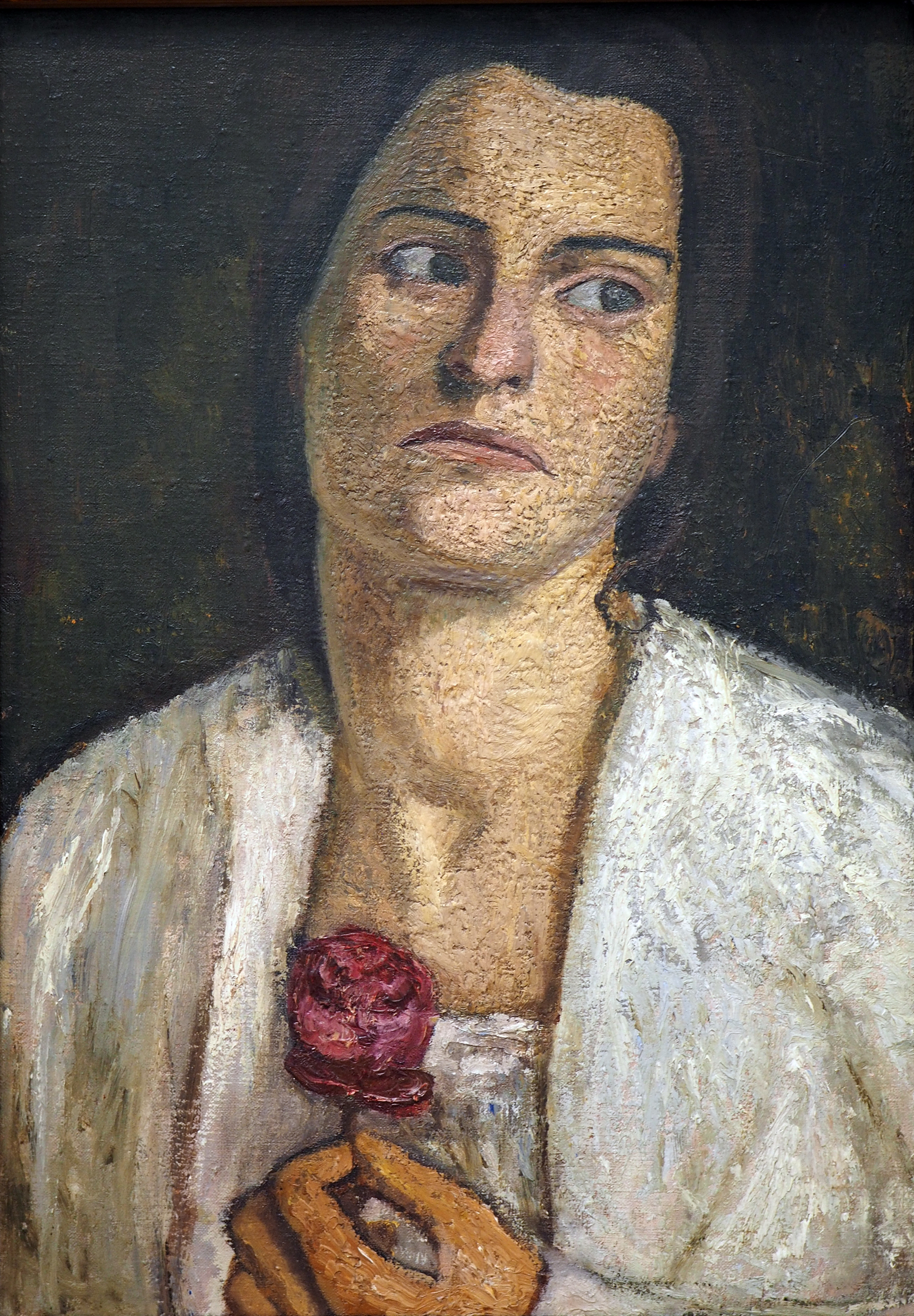
Clara Rilke-Westhoff szobrász, 1905

1903 tavaszán Paula Modersohn-Becker engedélyt kért férjétől, hogy két hónapra visszatérhessen Párizsba. Párizsban sokat találkozott a Rilke házaspárral, még akkor is, amikor már terhes lett számára a Rainer  Maria Rilke és Clara Westhoff közötti növekvő feszültség.
Legtöbb idejét a Louvre-ban töltötte, ókori és egyiptomi modellekről rajzolt. Tevékenységéről számos fennmaradt vázlatfüzet tanúskodik. A később készült önarcképein látható, hogy erősen foglalkoztatták a felső-egyiptomi Fajjúmból származó múmiaportrék.
A Rilke házaspárral együtt sokat járt kiállításokra. Rilke pedig lehetővé tette számára, hogy meglátogassa a híres francia szobrászt, Auguste Rodint, aki megmutatta neki a műtermét. A művészettörténészek feltételezik, hogy Paula ebben az időszakban Paul Gauguin festményeit is láthatta, bár Paula nem említi ezt a naplóiban. 
A Worpswedébe való visszatérése után készült csendéletek, amelyeken a tárgyak a képek egészének alárendelt, színes részfelületekként vannak ábrázolva, Paul Gauguin festményeivel mutatnak hasonlóságot

#### Worpswede (1903–1905)

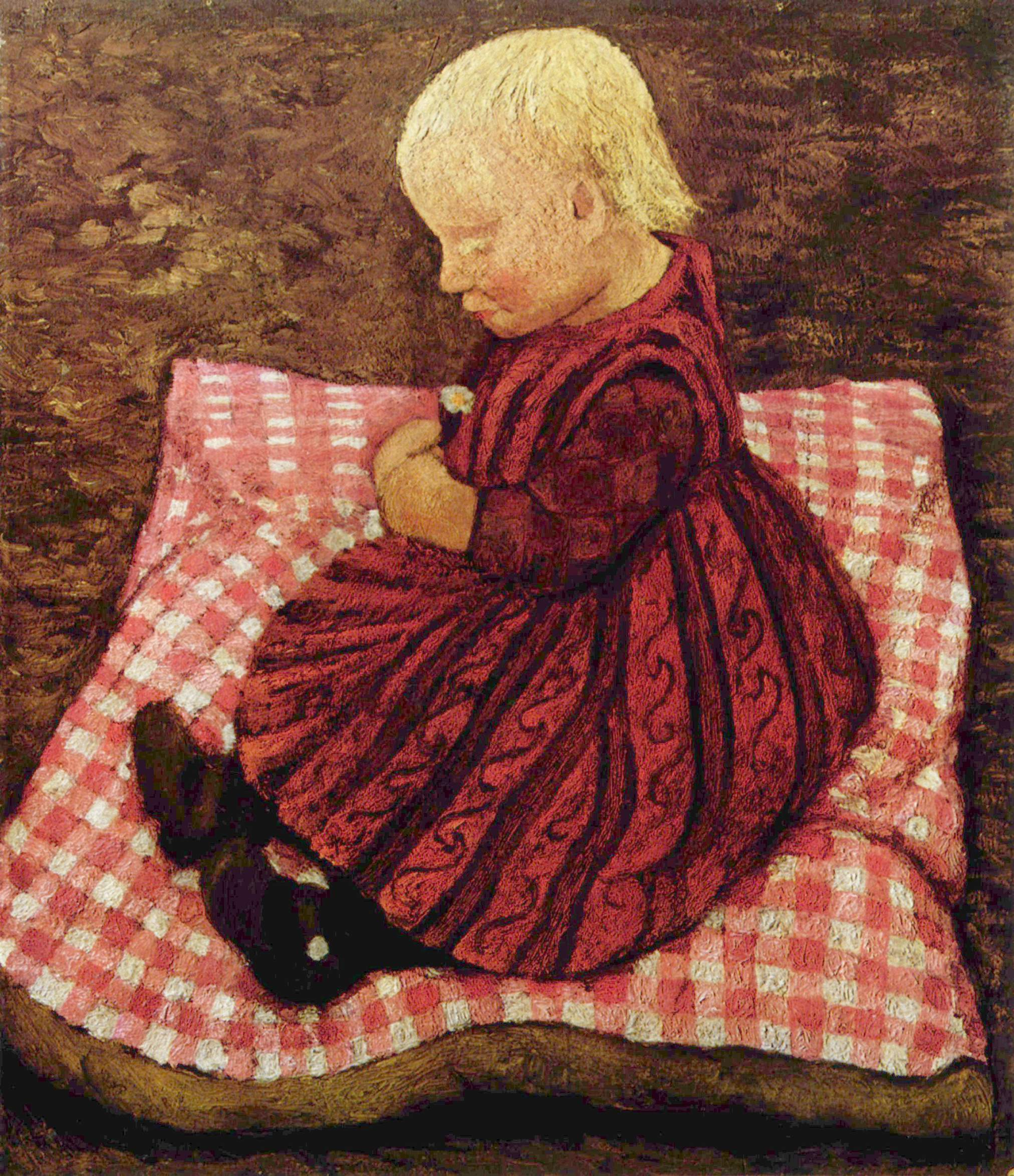
Gyermek piros kockás párnán, 1904 körül

Már 1903 márciusában visszatért Worpswedébe férjéhez és Elsbethhez, és számtalan művészi inspirációt hozott magával Párizsból. Az ottani tartózkodása egyértelművé tette számára a férjéhez és nevelt lányához való kötődését. Ő maga is szeretett volna gyermeket, és akkoriban nagyon sajnálta, hogy ez eddig nem adatott meg neki.
Az 1904 végéig készült mintegy 130 festménye között csendéleteket, valamint számos olyan gyermek és csecsemő portréját találjuk, akiket a korábbiaktól eltérő módon – most anyjuk nélkül ábrázolt.
Az olyan gyermekábrázolások, mint például az 1904-ben keletkezett Gyermek piros kockás párnán, a Nabis alkotóinak  hatását jelzik.  Az ebből az időszakból származó többi gyermekképein azonban a forma és a színek egyszerűsítését (az arcot a szükségesre redukálva) már jóval radikálisabban valósítja meg.

#### Párizs, 1905
Paula Modersohn-Becker már 1903-ban, utolsó rövid párizsi tartózkodása után bejelentette, hogy újra és újra vissza akar térni oda egy időre. Bár Otto Modersohnnak ez nagyon nehéz volt, engedett felesége azon kívánságának, hogy újra Párizsba menjen, és finanszírozta az utazást.
Paula 1905. február 14-én Párizsba utazott, hogy ott gondtalan napokat töltsön nővérével, Herma Beckerrel. Többször sürgette a férjét, hogy csatlakozzon hozzájuk. Magán rajziskolák tanfolyamait látogatta, így az Acedmie Juliant is, és egyre inkább tudatára ébredt annak, hogy stílust teremtő művész lett.
Míg a művészettörténészek csak feltételezni tudják, hogy Paula Modersohn-Becker a második látogatás során Paul Gauguin mellett Paul Cézanne festményeit is látta, addig a harmadik látogatásra vonatkozóan ezt egyértelműen dokumentálják férje útinaplóbejegyzései. Miután Paula visszatért Worpswedébe, intenzíven tanulmányozni kezdte ezt Cézanne művészetét, és többek között az egyik nővérét is megkérte arra, hogy küldjön neki írásokat erről a festőről.

### Az utolsó évek

#### Visszatérés Worpswedébe (1905 nyarától 1906 februárjáig)
A harmadik párizsi tartózkodás arra ösztönözte Paula Modersohn-Beckert, hogy több figyelmet szenteljen a csendéletnek. 1905 előtt mindössze tíz csendélet található az életművében, 1905 és 1907 között közel ötven. Ezeken egyre inkább az alapformákra – kör, ellipszis, trapéz – redukálta az ábrázolt tárgyakat.
A festőnő újra és újra  érezte magában a vágyat, hogy az oly sok lehetőséget kínáló Párizsba menjen. Ezt az álmát (és azt is, hogy már pénzt gyűjt erre az útra) édesanyjának írt leveleiben is bevallotta.

#### Szakítás Otto Modersohnnal

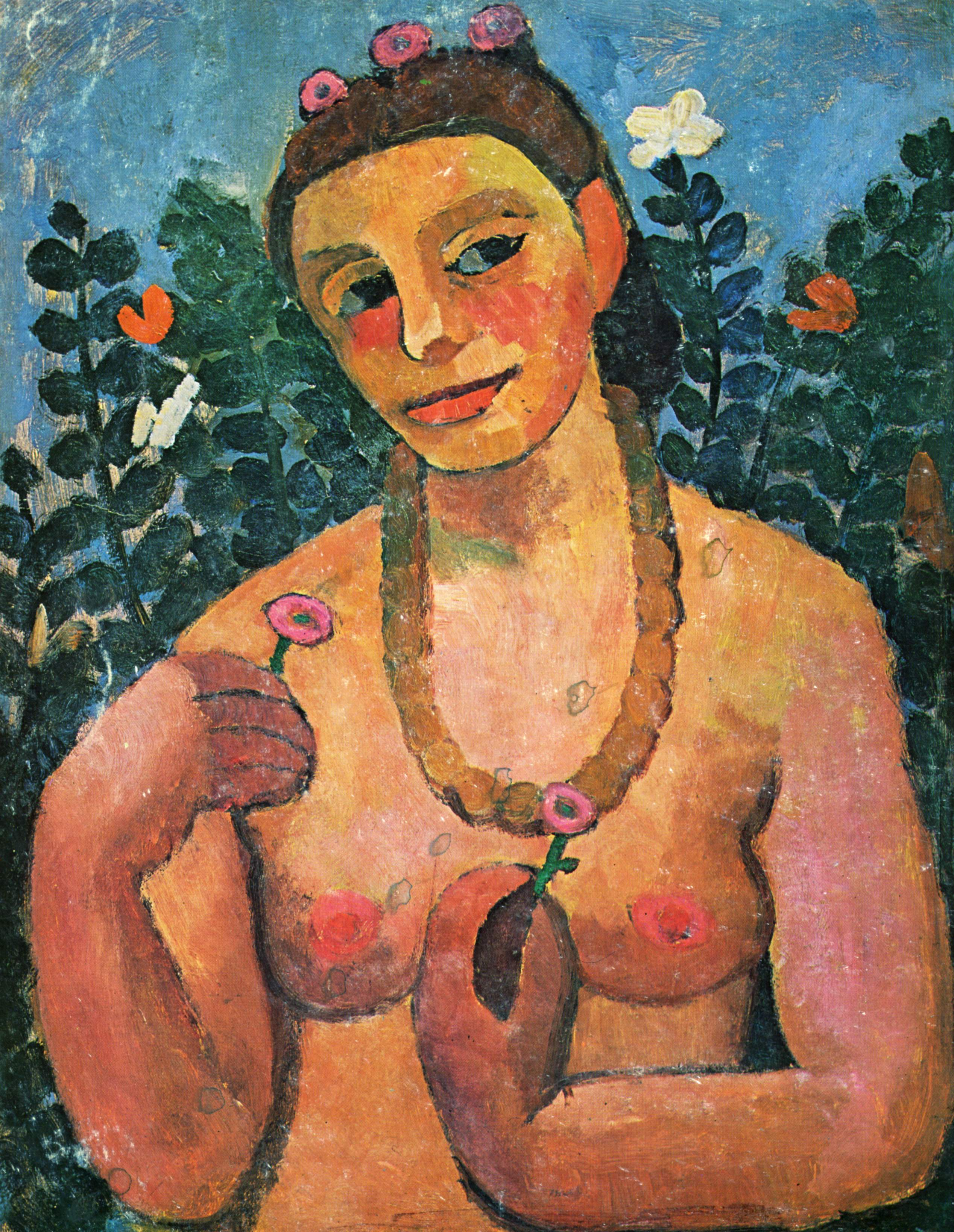
Önarckép, 1906

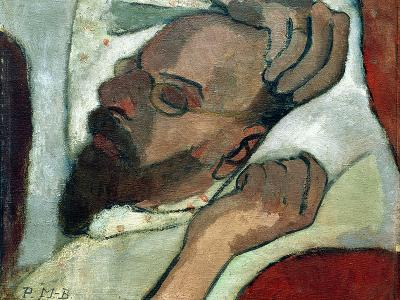
Otto Modersohn, 1907

Paula 1906. február 23-án utazott el Worpswedéből. Naplójában feljegyezte, hogy ez a lépés azt jelenti, hogy szakított a férjével. Otto Modersohn könyörgő leveleket küldött feleségének Párizsba, hogy térjen vissza hozzá.
A festőnő viszont arra kérte férjét: szokjon hozzá a gondolathoz, hogy mostantól kezdve elváltak az útjaik. A férj júniusban meglátogatta Paulát Párizsban. Noha találkozásuk nem vezetett béküléshez, Otto Modersohn továbbra is anyagi támogatást nyújtott feleségének.
Paula Modersohn-Becker Párizsban nagyon szerény körülmények között élt. Újra rajzórákat vett, és részt vett az École des beaux-arts anatómia kurzusán, mert elégedetlen volt a festészetével. Mindazonáltal nagyon feszített tempóban dolgozott. Művészettörténészek az 1906 és 1907 között készült festmények számát összesen 90-re becsülik!

#### Utolsó látogatás Worpswedében
1906. szeptember 3-án Paula Modersohn-Becker megkérte férjét arra, hogy egyezzen bele a válásba, és egyúttal megkérte arra, hogy még egyszer adjon neki 500 márkát. Elmondta, hogy ezen összeg átvétele után már egyedül fog gondoskodni a megélhetéséről. Az, hogy végül is megváltoztatta a véleményét, az Bernard Hoetgernek köszönhető, aki  világossá tette számára, mennyire nem képes arra, hogy eltartsa magát.
Clara Rilke-Esthoffnak írt, november 17-i levelében már ez áll: „Ezen a nyáron rájöttem arra, hogy nem vagyok az az asszony, aki képes egyedül megállni a lábán. Hogy gyorsan cselekszem-e, az a jövő kérdése. A legfontosabb: a nyugodt körülmények a munkához, és ez hosszú távon csakis Otto Modersohn oldalán lehetséges.”
Paula Modersohn-Becker októberben megkérte a férjét, hogy mégis jöjjön el Párizsba, hogy megpróbáljanak ismét egymásra találni. Együtt éltek Párizsban egészen a következő év tavaszáig. 1907 márciusában Paula Modersohn-Becker férjével együtt visszatért Worpswedébe. Végre terhes lett, de sokat szenvedett attól, hogy nem tudott minden nap órákig festeni.

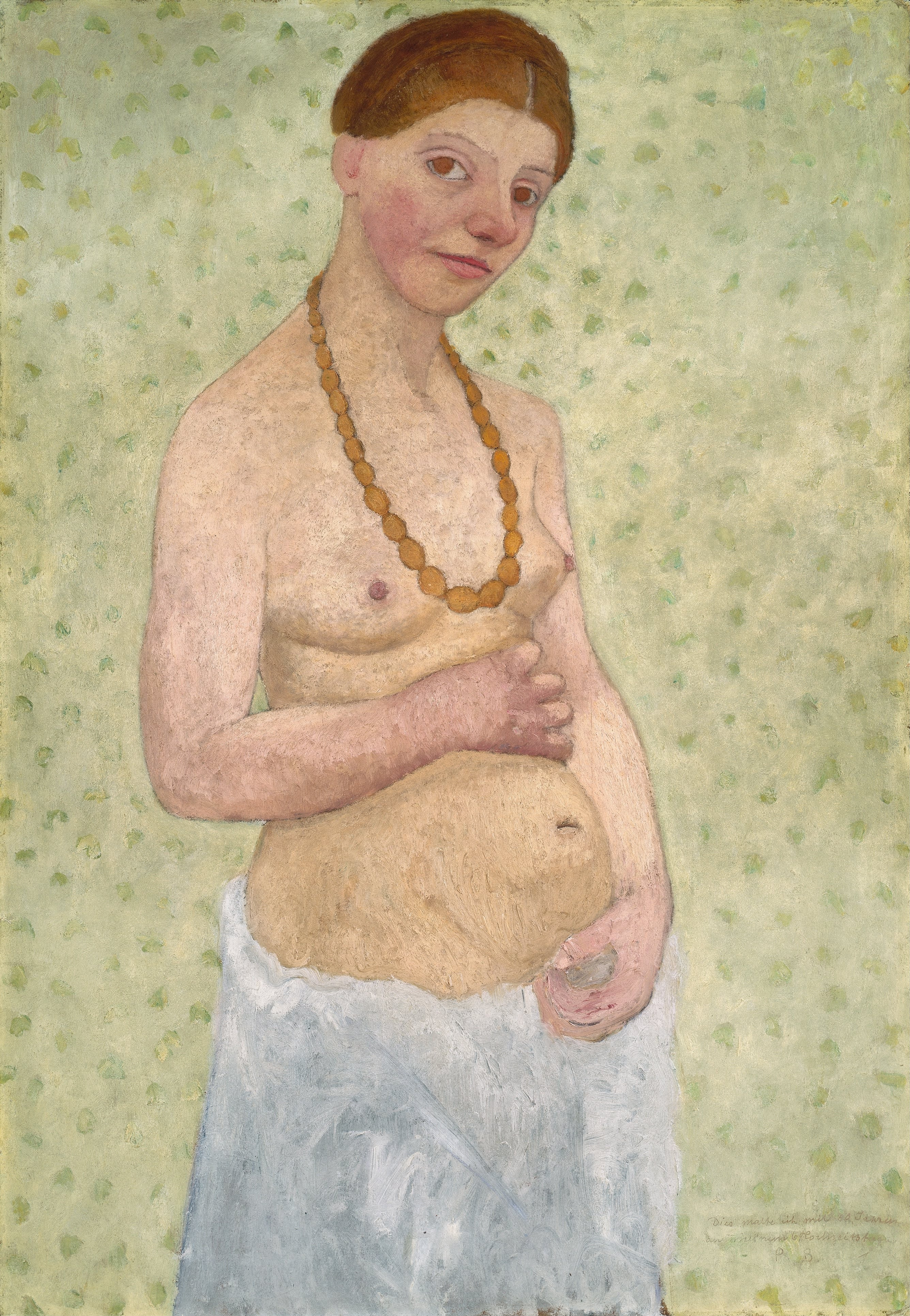
Önarckép a hatodik házassági évfordulón, 1906

1907. november 2-án Paula Modersohn-Becker, aki terhesen is lefestette magát, nehéz szülést követően világra hozta lányát, Mathilde Modersohnt (1907-1998). A szülés után az orvos ágynyugalmat rendelt el. Az asszony csak november 20-án állhatott fel először, de tüdőembóliát kapott, és 31 évesen, váratlanul elhunyt. Otto Modersohn szerint ezek voltak az utolsó szavai: „Milyen nagy kár!”
Paula Modersohn-Becker Worpswedében, a Sion-templom temetőjében találta meg végső nyughelyét.

## Művészete
Paula Modersohn-Becker életművében portrék, gyermekportrék, a worpswedéi vidéki élet ábrázolásai, tájképek, csendéletek, portrék és önarcképek szerepelnek. Ez utóbbi végig kísérte alkotói időszakát. Ebben hasonlítható Käthe Kollwitzhoz, akinek személyes fejlődését önarcképei is tükrözték.
Korai művein még impresszionista hatások jelennek meg. Hangulatos festészet ez: a festőnő  meleg tónusú, földes színeket, valamint falusi idill motívumait alkalmazza.
Művészi kifejezésmódja azonban megváltozik: második párizsi tartózkodása során, 1900 körül a monumentalitás műveiben szigorúság, a kompozíció,  és a forma egyre fontosabbá válik, ami jelzi: Paula Moderssohn érzékenyen szembesült Paul Gauguin, Henri Matisse és Paul Cezanne műveivel.
Ehhez kapcsolódóan a kép kompozíciós szerkezete válik fontossá számára, így először a részletet, a formát és a színt határozza meg. Az erős ecsetvonásaival  lemond az erősen differenciáló vonalról és formáról a kétdimenziós festészeti stílus javára, új szín- és formakonstellációkkal kísérletezve. Így például a festett tárgyakat fekete körvonalakkal rajzolja körül, és az ábrázolt tárgyakat egyre inkább az alapvető geometriai formákra redukálja, mint például a kör, ellipszis és  a trapéz. Ezáltal elhagyja a naturalista tájképi ábrázolást.
Kísérletezett az ecsetvonással, így egyrészt egy-egy művén a olajfesték vagy temperafestéket pasztózusan vitte fel, hogy még felismerhetők legyenek az egyes ecsetvonások, amelyek relief-szerű színstruktúraként ábrázolódnak, ugyanakkor más felületeket teljesen egyenletesen vitt fel.
Mivel a temperafestékek mint emulzió olajos és vizes összetevőket is tartalmaznak, a festékanyagok száradási folyamata lassan megy végbe, így a művészi alkotás még hosszabb időn keresztül korrigálható. Továbbá a festék száradási folyamata során nem keletkeznek finom repedések, mint az olajfestékek esetében. A tempera hátránya, hogy nem könnyű elfesteni, így a sima színátmenetek nehezen reprodukálhatók, és a temperafesték színintenzitása száradás után halványabb, mint az olajfestéké.

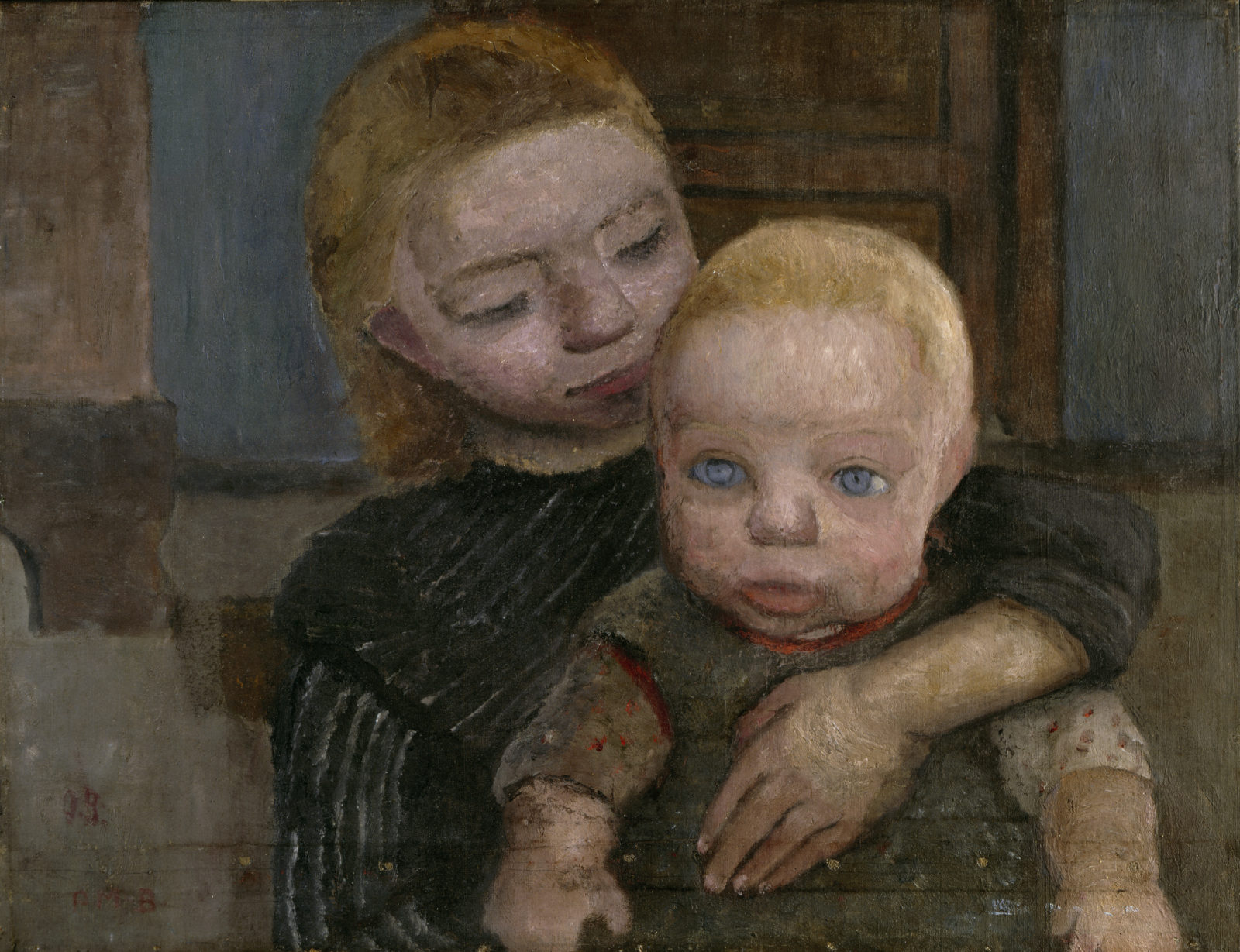
Babát tartó kislány, 1904

Különösen gyakran festette magát 1906-ban, abban az évben, amikor megpróbálta függetleníteni magát a művészi környezetéből és a férjétől érkező hatásoktól. Ez idő alatt készítette el meztelen önarcképeit, amelyeket a művészettörténetben az első női akt önarcképnek tartanak.  A korabeli képi hagyományokhoz képest rendkívül merészek, és minden művészeti konvenciót felrúgtak.
A parasztjelenetek szándékosan nem romantikusak. Az emberek iránti szimpátia, valamint a konstrukció iránti érdeklődés dominál bennük. A képi tér gyakran, ellentétben az akadémiai szabályokkal, területileg csökkentett, és már a kép alsó szélénél elkezdődik. A keret széle gyakran átfedi az ábrázolás egyes részeit. A paraszti életnek ez a "csúnya" ábrázolása egyértelműen megkülönböztette őt az akkoriban elterjedt festészettől, amelyben a vidéki életet idealizálták.
Gyermekportréi is szokatlanok. Mentesek minden szentimentalizmustól. Az 1906-os és 1907-es portrékon a kubizmus geometrikus-konstruktív stílusának elemei is felfedezhetők.

## Családi fotográfiák
- A Becker-család museen-boettcherstrasse.de
- Paula Becker férjével, Otto Modersohnnal,1902 ndr.de Archiválva 2021. június 12-i dátummal a Wayback Machine-ben
- Paula Becker Otto Modersohn első házasságból származó gyermekével, Elsbeth-tel a worspwederi kertben 1903 körül museen-boettcherstrasse.de
- Paula Becker és Otto Modersohn, középen Elsbeth radiobremen.de Archiválva 2021. június 12-i dátummal a Wayback Machine-ben
- Paula Becker Worpswedében museen-boettcherstrasse.de
- Paula Modersohn-Becker  Mathildével, („Tille“) Modersohnnal (1907–1998) museen-boettcherstrasse.de